# Karl Friedrich Bruchmann
Karl Friedrich Heinrich Bruchmann (* 21. Oktober 1863 in Breslau; † 24. April 1919) war ein deutscher Altphilologe und Gymnasiallehrer.
Er studierte an der Universität Breslau, wo er am 14. März 1885 promoviert wurde. 1886 legte er das Staatsexamen für den höheren Schuldienst ab und war danach als Gymnasiallehrer in Breslau tätig.

## Veröffentlichungen (Auswahl)
- De Apolline et Graeca Minerva deis medicis, Breslau 1885 (= Dissertation)
- Beiträge zur Ephoros-Kritik, 1–2, Breslau 1890–1893
- Epitheta deorum quae apud poetas graecos leguntur, Ausführliches Lexikon der griechischen und römischen Mythologie, Supplement, Leipzig 1893 (PDF)
- Die auf den ersten Aufenthalt des Winterkönigs in Breslau bezüglichen Flugschriften der Breslauer Stadtbibliothek. Ein Beitrag zur Quellenkunde des dreißigjährigen Krieges, Breslau 1905
- Archivalia inedita zur Geschichte des Winterkönigs, Breslau 1909 (Digitalisat)
- Die Huldigungsfahrt König Friedrichs I. von Böhmen (des Winterkönigs) nach Mähren und Schlesien, Breslau 1909